# SC Gararu
SC Gararu is een Braziliaanse voetbalclub uit Gararu in de staat Sergipe.

## Geschiedenis
De club werd opgericht in 1989. In 1995 speelde de club een eerste keer in de hoogste klasse van het Campeonato Sergipano, maar degradeerde meteen. In 1997 werden ze vierde, maar namen pas in 2000 opnieuw deel. Dan speelde de club drie jaar op rij in de competitie. Na een laatste plaats in 2002 keerden ze niet meer terug.